# S/S Ewa-lie
S/S Ewa-lie är en svensk ångslup av kolibrityp med hemmahamn på Adelsö.

## Fartygsfakta
- Byggår: Färdigbyggd 1959[1]
- Varv: Byggd av Erik Walter Andersson i Söpnarby i Borlänge
- Material: stål
- Längd över allt: 10,3 meter
- Bredd: 2,6 meter
- Djupgående: 1,0 meter
- Dräktighet: 5,5 bruttoregisterton
- Maskineri: ångmaskin tillverkad av A. Anderssons Mekaniska Verkstad i Torsång mellan 1905 och 1910
- Effekt: 10 ihk
- Ägare: en privatperson